# Суперкубок России по футболу
Суперку́бок Росси́и по футбо́лу — соревнование по футболу, состоящее из одного матча, в котором играют обладатель Кубка России и чемпион России предыдущего сезона. В случае, если кубок и чемпионат выигрывает одна команда, то в игре за суперкубок ей противостоит вторая команда чемпионата. Если к дате проведения матча за Суперкубок обладатель Кубка России не будет являться командой Премьер-лиги, ему предоставляется право отказаться от участия в матче за Суперкубок — в этом случае его заменяет команда, занявшая второе место в Чемпионате. Участие команд РПЛ в матче за Суперкубок является обязательным.

## Описание турнира
Разыгрывается с 2003 года, когда участвовали победители чемпионата и кубка 2002 года.
Матчем за суперкубок официально открывается очередной футбольный сезон в России, как правило, за неделю до первого тура чемпионата. Участие клубов Премьер-лиги — обязательное; если обладателем Кубка России становится клуб иного дивизиона, этот клуб обязан до определённой даты подтвердить своё участие в матче Суперкубка. Ранее, если основное время матча заканчивалось вничью, то назначалось дополнительное — два тайма по 15 минут каждый. Если по исходу дополнительного времени победитель не выявлен, назначалась серия пенальти. С 2024 года дополнительное время упразднено, в случае ничьей в основное время назначается серия пенальти.
Суперкубок — переходящий приз. Взамен вручается его копия. В случае завоевания каким-либо клубом переходящего приза 3 раза подряд или 5 раз в общей сложности, приз передаётся в этот клуб на вечное хранение. В 2010 году шанс получить кубок навечно имел ЦСКА, который уже выигрывал его 4 раза, но проиграл казанскому «Рубину». В 2011 году ЦСКА вновь получил шанс, но проиграл «Зениту». После победы в 2013 году над «Зенитом» Кубок наконец достался ЦСКА на вечное хранение. В 2020 году кубок на вечное хранение получил «Зенит» после победы над московским «Локомотивом».
В 12 из 17 розыгрышей Суперкубка побеждали чемпионы предыдущего сезона (причём 4 раза чемпион также был обладателем Кубка России). В 2009 году обладатель Кубка России ЦСКА впервые нарушил эту последовательность. В 2018 году впервые в истории обладателем Суперкубка стал вице-чемпион.
В 2007 году в первый, и пока единственный раз, в матче за Суперкубок встретились одновременно чемпион и вице-чемпион, а также победитель и финалист кубка: ЦСКА выиграл чемпионат и кубок 2006 года, а Спартак стал вице-чемпионом и финалистом кубка 2006 года.
В 2012 году в первый раз, в матче за Суперкубок не участвовало ни одного клуба из Москвы: чемпион 2012 года «Зенит» (Санкт-Петербург) и обладатель кубка 2012 года «Рубин» (Казань). В 2024 году во второй раз в матче за Суперкубок не участвовало ни одного клуба из Москвы: чемпион 2024 года «Зенит» и серебряный призёр 2024 года «Краснодар».

### Официальные названия
- 2004, 2006 — Парламент — Суперкубок России по футболу
- 2008 — Транстелеком Суперкубок России по футболу
- 2009—2010 — Компания ТТК Суперкубок России по футболу
- 2016—2021 — ОЛИМП Суперкубок России по футболу
- 2022—н. в. — OLIMPBET Суперкубок России по футболу

## Розыгрыши
| Год  | Хозяева | Счёт                      | Гости | Стадион         | Город           | Зрители | Главный арбитр           |
| ---- | --- | ------------------------- | --- | --------------- | --------------- | ------- | ------------------------ |
| 2003 | Локомотив (Москва) (1) · Победитель чемпионата России 2002 · Голы: 83′ Пименов Пенальти: Лоськов · Лекхето · Измайлов · Маминов · Пименов · Игнашевич · Пашинин | 1:1 (д. в.) по пен. — 4:3 | ЦСКА (Москва) · Обладатель Кубка России 2001/02 · Голы: 41′ Ярошик Пенальти: Кириченко · Самодин · Евсиков · Соломатин · Гусев · Рахимич · Шемберас | Локомотив       | Москва          | 15 000  | Валентин Иванов          |
| 2004 | Спартак (Москва) · Обладатель Кубка России 2002/03 · Голы: 14′ Калиниченко                                                                                      | 1:3 (д. в.)               | ЦСКА (Москва) (1) · Победитель чемпионата России 2003 · Голы: 40′ Семак · 111′ Карвальо · 113′ Кириченко                                            | Локомотив       | Москва          | 18 000  | Игорь Егоров             |
| 2005 | Локомотив (Москва) (2) · Победитель чемпионата России 2004 · Голы: 74′ Лоськов                                                                                  | 1:0                       | Терек (Грозный) Обладатель Кубка России 2003/04 | Локомотив       | Москва          | 9 000   | Владимир Петтай          |
| 2006 | Спартак (Москва) · Вице-чемпион чемпионата России 2005 · Голы: 22′ Титов · 47′ Моцарт                                                                           | 2:3                       | ЦСКА (Москва) (2) · Победитель чемпионата России 2005 и · Обладатель Кубка России 2004/05 · Голы: 42′ Жирков · 73′ Одиа · 83′ Жо                    | Лужники         | Москва          | 43 000  | Игорь Егоров (2)         |
| 2007 | ЦСКА (Москва) (3) · Победитель чемпионата России 2006 и · Обладатель Кубка России 2005/06 · Голы: 1′ Вагнер Лав · 51′ Игнашевич · 63′ 79′ Жо                    | 4:2                       | Спартак (Москва) · Вице-чемпион чемпионата России 2006 · Голы: 47′ Баженов · 61′ Торбинский                                                         | Лужники         | Москва          | 45 000  | Александр Гвардис        |
| 2008 | Зенит (Санкт-Петербург) (1) · Победитель чемпионата России 2007 · Голы: 34′ Аршавин · 82′ Погребняк                                                             | 2:1                       | Локомотив (Москва) · Обладатель Кубка России 2006/07 · Голы: 69′ Родолфо                                                                            | Лужники         | Москва          | 48 000  | Юрий Баскаков            |
| 2009 | Рубин (Казань) · Победитель чемпионата России 2008 · Голы: 62′ Шаронов                                                                                          | 1:2 (д. в.)               | ЦСКА (Москва) (4) · Обладатель Кубка России 2007/08 · Голы: 43′ Шемберас · 113′ Нецид                                                               | Лужники         | Москва          | 15 000  | Станислав Сухина         |
| 2010 | Рубин (Казань) (1) · Победитель чемпионата России 2009 · Голы: 35′ Бухаров                                                                                      | 1:0                       | ЦСКА (Москва) Обладатель Кубка России 2008/09 | Лужники         | Москва          | 17 000  | Станислав Сухина (2)     |
| 2011 | Зенит (Санкт-Петербург) (2) · Победитель чемпионата России 2010 и · Обладатель Кубка России 2009/10 · Голы: 73′ Ионов                                           | 1:0                       | ЦСКА (Москва) Вице-чемпион Чемпионата России 2010                                                                                                   | Кубань          | Краснодар       | 22 500  | Алексей Николаев         |
| 2012 | Зенит (Санкт-Петербург) Победитель чемпионата России 2011/12 | 0:2                       | Рубин (Казань) (2) · Обладатель Кубка России 2011/12 · Голы: 28′ Боккетти · 38′ Дядюн                                                               | Металлург       | Самара          | 16 284  | Сергей Карасёв           |
| 2013 | ЦСКА (Москва) (5) · Победитель чемпионата России 2012/13 и · Обладатель Кубка России 2012/13 · Голы: 15′ 83′ Хонда · 36′ Игнашевич                              | 3:0                       | Зенит (Санкт-Петербург) Вице-чемпион чемпионата России 2012/13                                                                                      | Олимп-2         | Ростов-на-Дону  | 15 200  | Александр Егоров         |
| 2014 | ЦСКА (Москва) (6) · Победитель чемпионата России 2013/14 · Голы: 56′ Вернблум · 74′ Тошич · 80′ Думбия                                                          | 3:1                       | Ростов (Ростов-на-Дону) · Обладатель Кубка России 2013/14 · Голы: 37′ Милич                                                                         | Кубань          | Краснодар       | 13 150  | Алексей Николаев (2)     |
| 2015 | Зенит (Санкт-Петербург) (3) · Победитель чемпионата России 2014/15 · Голы: 83′ Смольников Пенальти: Халк · Витсель · Ансальди · Шатов · Кришито                 | 1:1 (д. в.) по пен. — 4:2 | Локомотив (Москва) · Обладатель Кубка России 2014/15 · Голы: 28′ Ньясс Пенальти: Григорьев · Самедов · Пейчинович · Чорлука                         | Петровский      | Санкт-Петербург | 17 337  | Алексей Николаев (3)     |
| 2016 | ЦСКА (Москва) Победитель чемпионата России 2015/16 | 0:1                       | Зенит (Санкт-Петербург) (4) · Обладатель Кубка России 2015/16 · Голы: 22′ Маурисио                                                                  | Локомотив       | Москва          | 22 000  | Сергей Карасёв (2)       |
| 2017 | Спартак (Москва) (1) · Победитель чемпионата России 2016/17 · Голы: 101′ Адриано · 113′ Промес                                                                  | 2:1 (д. в.)               | Локомотив (Москва) · Обладатель Кубка России 2016/17 · Голы: 116′ Фернандеш                                                                         | Локомотив       | Москва          | 24 444  | Владислав Безбородов     |
| 2018 | Локомотив (Москва) Победитель чемпионата России 2017/18 | 0:1 (д. в.)               | ЦСКА (Москва) (7) · Вице-чемпион чемпионата России 2017/18 · Голы: 107′ Хосонов                                                                     | Нижний Новгород | Нижний Новгород | 43 319  | Владислав Безбородов (2) |
| 2019 | Зенит (Санкт-Петербург) · Победитель чемпионата России 2018/19 · Голы: 45+2′ 52′ Азмун                                                                          | 2:3                       | Локомотив (Москва) (3) · Обладатель Кубка России 2018/19 · Голы: 6′ Смолов · 78′ 81′ Ал. Миранчук                                                   | ВТБ Арена       | Москва          | 21 382  | Сергей Лапочкин          |
| 2020 | Зенит (Санкт-Петербург) (5) · Победитель чемпионата России 2019/20 и · Обладатель Кубка России 2019/20 · Голы: 14′ Дзюба · 69′ Оздоев                           | 2:1                       | Локомотив (Москва) · Вице-чемпион чемпионата России 2019/20 · Голы: 72′ Чорлука                                                                     | ВЭБ Арена       | Москва          | 5 942   | Михаил Вилков            |
| 2021 | Зенит (Санкт-Петербург) (6) · Победитель чемпионата России 2020/21 · Голы: 27′ Кузяев · 57′ Азмун · 83′ Ерохин                                                  | 3:0                       | Локомотив (Москва) Обладатель Кубка России 2020/21                                                                                                  | Калининград     | Калининград     | 16 388  | Павел Кукуян             |
| 2022 | Зенит (Санкт-Петербург) (7) · Победитель чемпионата России 2021/22 Голы: 29′ Сергеев · 34′ Малком · 47′ Вендел · 90+3′ Кассьерра                                | 4:0                       | Спартак (Москва) Обладатель Кубка России 2021/22 | Газпром Арена   | Санкт-Петербург | 55 608  | Владимир Москалёв        |
| 2023 | Зенит (Санкт-Петербург) (8) · Победитель чемпионата России 2022/23 Пенальти: Малком · Сутормин · Мостовой · Бакаев · Сергеев · Ренан                            | 0:0 по пен. — 5:4         | ЦСКА (Москва) · Обладатель Кубка России 2022/23 Пенальти: Чалов · Гайч · Набабкин · Заболотный · Гайич · Ермаков                                    | Ак Барс Арена   | Казань          | 40 876  | Сергей Карасёв (3)       |
| 2024 | Зенит (Санкт-Петербург) (9) · Победитель чемпионата России 2023/24 и · Обладатель Кубка России 2023/24 · Голы: 13′ Родриган · 33′ Вендел · 42′ 68′ Глушенков    | 4:2                       | Краснодар · Вице-чемпион чемпионата России 2023/24 · Голы: 65′ Кривцов · 70′ Смолов                                                                 | Волгоград Арена | Волгоград       | 41 984  | Павел Кукуян (2)         |
| 2025 | Краснодар Победитель чемпионата России 2024/25 | 0:1                       | ЦСКА (Москва) (8) · Обладатель Кубка России 2024/25 Голы: 48′ Дивеев                                                                                | Ак Барс Арена   | Казань          | 34 677  | Артём Чистяков           |

## Достижения

### По титулам участника
| Титул            | Побед                                                                 | Поражений                                                             |
| ---------------- | --------------------------------------------------------------------- | --------------------------------------------------------------------- |
| Чемпион          | (11) 2003, 2004, 2005, 2008, 2010, 2014, 2015, 2017, 2021, 2022, 2023 | (6) 2009, 2012, 2016, 2018, 2019, 2025                                |
| Золотой дубль    | (6) 2006, 2007, 2011, 2013, 2020, 2024                                | —                                                                     |
| Обладатель кубка | (5) 2009, 2012, 2016, 2019, 2025                                      | (11) 2003, 2004, 2005, 2008, 2010, 2014, 2015, 2017, 2021, 2022, 2023 |
| Вице-чемпион     | (1) 2018                                                              | (6) 2006, 2007, 2011, 2013, 2020, 2024                                |

### По клубам
| Клуб                    | Побед                                                    | Поражений                              |
| ----------------------- | -------------------------------------------------------- | -------------------------------------- |
| Зенит (Санкт-Петербург) | (9) 2008, 2011, 2015, 2016, 2020, 2021, 2022, 2023, 2024 | (3) 2012, 2013, 2019                   |
| ЦСКА (Москва)           | (8) 2004, 2006, 2007, 2009, 2013, 2014, 2018, 2025       | (5) 2003, 2010, 2011, 2016, 2023       |
| Локомотив (Москва)      | (3) 2003, 2005, 2019                                     | (6) 2008, 2015, 2017, 2018, 2020, 2021 |
| Рубин (Казань)          | (2) 2010, 2012                                           | (1) 2009                               |
| Спартак (Москва)        | (1) 2017                                                 | (4) 2004, 2006, 2007, 2022             |
| Краснодар               | —                                                        | (2) 2024, 2025                         |
| Терек (Грозный)         | —                                                        | (1) 2005                               |
| Ростов (Ростов-на-Дону) | —                                                        | (1) 2014                               |

### Рекорды по тренерам
| Тренер          | Побед                            | Поражений            |
| --------------- | -------------------------------- | -------------------- |
| Сергей Семак    | 2020, 2021, 2022, 2023, 2024 (5) | 2019 (1)             |
| Юрий Сёмин      | 2003, 2005, 2019 (3)             | 2017, 2018 (2)       |
| Леонид Слуцкий  | 2013, 2014 (2)                   | 2010, 2011, 2016 (3) |
| Валерий Газзаев | 2006, 2007 (2)                   | 2003 (1)             |
| Курбан Бердыев  | 2010, 2012 (2)                   | 2009 (1)             |

### Рекорды по игрокам
| Игрок              | Победы (всего)                                     | Поражения (всего)                |
| ------------------ | -------------------------------------------------- | -------------------------------- |
| Игорь Акинфеев     | 2004, 2006, 2007, 2009, 2013, 2014, 2018, 2025 (8) | 2003, 2010, 2011, 2016, 2023 (5) |
| Сергей Игнашевич   | 2003, 2004, 2006, 2007, 2009, 2013, 2014 (7)       | 2010, 2011, 2016 (3)             |
| Михаил Кержаков    | 2015, 2016, 2020, 2021, 2022, 2023, 2024 (7)       | 2019 (1)                         |
| Алексей Березуцкий | 2004, 2006, 2007, 2009, 2013, 2014 (6)             | 2003, 2010, 2011, 2016 (4)       |
| Василий Березуцкий | 2004, 2006, 2007, 2009, 2013, 2014 (6)             | 2003, 2010, 2011, 2016 (4)       |
| Юрий Жирков        | 2004, 2006, 2007, 2009, 2016, 2020 (6)             | 2019 (1)                         |

### Лучшие бомбардиры
| Голов | Игрок            | Годы               | Команда              |
| ----- | ---------------- | ------------------ | -------------------- |
| 3     | Жо               | 2006 (1), 2007 (2) | ЦСКА                 |
| 3     | Сердар Азмун     | 2019 (2), 2021 (1) | Зенит                |
| 2     | Сергей Игнашевич | 2007 (1), 2013 (1) | ЦСКА                 |
| 2     | Кэйсукэ Хонда    | 2013 (2)           | ЦСКА                 |
| 2     | Алексей Миранчук | 2019 (2)           | Локомотив            |
| 2     | Вендел           | 2022 (1), 2024 (1) | Зенит                |
| 2     | Максим Глушенков | 2024 (2)           | Зенит                |
| 2     | Фёдор Смолов     | 2019 (1), 2024 (1) | Локомотив, Краснодар |

## Трансляции
Матчи за Суперкубок России в разные годы транслировались телеканалами «Россия» (2003—2005, прямые эфиры), «Спорт» (2004—2005, записи), «Первый канал» (2006—2010, 2012—2014, 2016—2021), НТВ (2011, 2015), «Наш Футбол» (2015), «Матч Премьер» (2018), «Матч ТВ» (с 2022 года).